# Selección femenina de fútbol de Marruecos
La selección femenina de fútbol de Marruecos representa a Marruecos en el fútbol femenino internacional y está bajo el control de la Real Federación de Fútbol de Marruecos. El equipo jugó su primer partido internacional en 1998, como parte del tercer Campeonato Femenino Africano de Fútbol.

## Historia
Después de recibir un pase tras la retirada de Kenia del Campeonato de 1998, el equipo clasificó a la fase de grupos en Nigeria, donde perdieron 0-8 ante los anfitriones antes de derrotar a Egipto por 4-1. Marruecos se enfrentó a la debutante en el Campeonato Africano de Fútbol femenino, la República del Congo, en el último partido del grupo, y ambos equipos tienen la posibilidad de clasificarse para las semifinales con una victoria. Sin embargo, el eventual empate 0-0 expulsó a Marruecos, ya que el Congo calificó en una mejor diferencia de goles.
Dos años después, Marruecos se clasificó para el Campeonato Africano en Sudáfrica con una victoria global de 6-1 sobre Argelia. Sin embargo, después de que el equipo anotó el primer gol contra Camerún en el partido inaugural de la fase de grupos, concedió 13 goles, perdió los tres partidos y terminó último en el grupo.
Sus campañas de 2002 y 2006 fueron detenidas por Mali en las etapas clasificatorias. Marruecos había sido sembrado en la segunda ronda de clasificación, pero dos empates sin goles en Bamako y Rabat enviaron el empate a una tanda de penales que Mali ganó 5-4.
 En 2004, Marruecos no ingresó, mientras que una derrota global de 1-6 ante Malí los expulsó del Campeonato Africano 2006 y la Copa Mundial de 2007.
En la Copa Africana de Naciones Femenina 2022 fueron anfitrionas y en la fase de grupos derrotaron en el primer partido a Burkina Faso 1-0, en el segundo encuentro vencieron a Uganda 3-1 y en el último encuentro ganaron por la mínima a Senegal, en cuartos de final vencieron 2-1 a Botsuana lo que les dio la clasificación a su primer mundial femenino en su historia, en semifinales tras igualar 1-1 ganaron 5-4 en penales a Nigeria y en la final perdieron 2-1 ante Sudáfrica.

## Estadísticas

### Copa Mundial Femenina de Fútbol
| Edición | Resultado               | Posición                | PJ                      | PG                      | PE                      | PP                      | GF                      | GC                      |
| ------- | ----------------------- | ----------------------- | ----------------------- | ----------------------- | ----------------------- | ----------------------- | ----------------------- | ----------------------- |
| 1991    | No existía la selección | No existía la selección | No existía la selección | No existía la selección | No existía la selección | No existía la selección | No existía la selección | No existía la selección |
| 1995    | No existía la selección | No existía la selección | No existía la selección | No existía la selección | No existía la selección | No existía la selección | No existía la selección | No existía la selección |
| 1999    | No clasificó            | No clasificó            | No clasificó            | No clasificó            | No clasificó            | No clasificó            | No clasificó            | No clasificó            |
| 2003    | No clasificó            | No clasificó            | No clasificó            | No clasificó            | No clasificó            | No clasificó            | No clasificó            | No clasificó            |
| 2007    | No clasificó            | No clasificó            | No clasificó            | No clasificó            | No clasificó            | No clasificó            | No clasificó            | No clasificó            |
| 2011    | No clasificó            | No clasificó            | No clasificó            | No clasificó            | No clasificó            | No clasificó            | No clasificó            | No clasificó            |
| 2015    | No clasificó            | No clasificó            | No clasificó            | No clasificó            | No clasificó            | No clasificó            | No clasificó            | No clasificó            |
| 2019    | No clasificó            | No clasificó            | No clasificó            | No clasificó            | No clasificó            | No clasificó            | No clasificó            | No clasificó            |
| 2023    | Octavos de final        | 12.º                    | 4                       | 2                       | 0                       | 0                       | 2                       | 10                      |
| 2027    | Por disputarse          | Por disputarse          | Por disputarse          | Por disputarse          | Por disputarse          | Por disputarse          | Por disputarse          | Por disputarse          |
| Total   | 1/9                     | 23.º                    | 4                       | 2                       | 0                       | 2                       | 2                       | 10                      |

### Copa Femenina Africana de Naciones
| Edición | Resultado                                  | Posición                                   | PJ                                         | PG                                         | PE                                         | PP                                         | GF                                         | GC                                         |
| ------- | ------------------------------------------ | ------------------------------------------ | ------------------------------------------ | ------------------------------------------ | ------------------------------------------ | ------------------------------------------ | ------------------------------------------ | ------------------------------------------ |
| 1991    | No existía la selección                    | No existía la selección                    | No existía la selección                    | No existía la selección                    | No existía la selección                    | No existía la selección                    | No existía la selección                    | No existía la selección                    |
| 1995    | No existía la selección                    | No existía la selección                    | No existía la selección                    | No existía la selección                    | No existía la selección                    | No existía la selección                    | No existía la selección                    | No existía la selección                    |
| 1998    | Fase de grupos                             | 5.º                                        | 3                                          | 1                                          | 1                                          | 1                                          | 4                                          | 9                                          |
| 2000    | Fase de grupos                             | 8.º                                        | 3                                          | 0                                          | 0                                          | 3                                          | 1                                          | 13                                         |
| 2002    | No clasificó                               | No clasificó                               | No clasificó                               | No clasificó                               | No clasificó                               | No clasificó                               | No clasificó                               | No clasificó                               |
| 2004    | No participó                               | No participó                               | No participó                               | No participó                               | No participó                               | No participó                               | No participó                               | No participó                               |
| 2006    | No clasificó                               | No clasificó                               | No clasificó                               | No clasificó                               | No clasificó                               | No clasificó                               | No clasificó                               | No clasificó                               |
| 2008    | No clasificó                               | No clasificó                               | No clasificó                               | No clasificó                               | No clasificó                               | No clasificó                               | No clasificó                               | No clasificó                               |
| 2010    | No clasificó                               | No clasificó                               | No clasificó                               | No clasificó                               | No clasificó                               | No clasificó                               | No clasificó                               | No clasificó                               |
| 2012    | No clasificó                               | No clasificó                               | No clasificó                               | No clasificó                               | No clasificó                               | No clasificó                               | No clasificó                               | No clasificó                               |
| 2014    | No clasificó                               | No clasificó                               | No clasificó                               | No clasificó                               | No clasificó                               | No clasificó                               | No clasificó                               | No clasificó                               |
| 2016    | No clasificó                               | No clasificó                               | No clasificó                               | No clasificó                               | No clasificó                               | No clasificó                               | No clasificó                               | No clasificó                               |
| 2018    | No clasificó                               | No clasificó                               | No clasificó                               | No clasificó                               | No clasificó                               | No clasificó                               | No clasificó                               | No clasificó                               |
| 2020    | Cancelado debido a la pandemia de COVID-19 | Cancelado debido a la pandemia de COVID-19 | Cancelado debido a la pandemia de COVID-19 | Cancelado debido a la pandemia de COVID-19 | Cancelado debido a la pandemia de COVID-19 | Cancelado debido a la pandemia de COVID-19 | Cancelado debido a la pandemia de COVID-19 | Cancelado debido a la pandemia de COVID-19 |
| 2022    | Subcampeón                                 | 2.º                                        | 6                                          | 4                                          | 1                                          | 1                                          | 9                                          | 5                                          |
| 2024    | Clasificó                                  | Clasificó                                  | Clasificó                                  | Clasificó                                  | Clasificó                                  | Clasificó                                  | Clasificó                                  | Clasificó                                  |
| Total   | 4/13                                       | 13.º                                       | 12                                         | 5                                          | 2                                          | 5                                          | 14                                         | 27                                         |

## Últimos y próximos encuentros
Actualizado al último partido jugado el 3 de junio de 2024
| Fecha      | Ciudad     | Local     | Resultado | Visitante           | Competición                      |
| ---------- | ---------- | --------- | --------- | ------------------- | -------------------------------- |
| 01-12-2023 | Casablanca | Marruecos | 1:1       | Uganda              | Partido amistoso                 |
| 05-12-2023 | Rabat      | Marruecos | 3:0       | Uganda              | Partido amistoso                 |
| 23-02-2024 | Soliman    | Túnez     | 1:2       | Marruecos           | Torneo Preolímpico Femenino 2024 |
| 28-02-2024 | Rabat      | Marruecos | 4:1       | Túnez               | Torneo Preolímpico Femenino 2024 |
| 05-04-2024 | Ndola      | Zambia    | 1:2       | Marruecos           | Torneo Preolímpico Femenino 2024 |
| 09-04-2024 | Rabat      | Marruecos | 0:2       | Zambia              | Torneo Preolímpico Femenino 2024 |
| 30-05-2024 | Berkán     | Marruecos | 2:1       | Rep. Dem. del Congo | Partido amistoso                 |
| 03-06-2024 | Berkán     | Marruecos | 3:2       | Rep. Dem. del Congo | Partido amistoso                 |

## Jugadoras

### Última convocatoria
Jugadoras convocadas para la Copa Mundial de 2023.
Entrenador:  Jorge Vilda
| No. | Pos. | Jugadora             | Fecha de nacimiento (edad)         | Apa. | Goles | Club               |
| --- | ---- | -------------------- | ---------------------------------- | ---- | ----- | ------------------ |
| 1   | POR  | Khadija Er-Rmichi    | 16 de septiembre de 1989 (33 años) |      |       | AS FAR             |
| 2   | DEF  | Zineb Redouani       | 12 de junio de 2000 (23 años)      |      |       | AS FAR             |
| 3   | DEF  | Nouhaila Benzina     | 11 de abril de 1998 (25 años)      |      |       | AS FAR             |
| 4   | MED  | Sarah Kassi          | 9 de septiembre de 2003 (19 años)  |      |       | Fleury             |
| 5   | DEF  | Nesryne El Chad      | 13 de marzo de 2003 (20 años)      |      |       | Lille              |
| 6   | MED  | Élodie Nakkach       | 20 de enero de 1995 (28 años)      |      |       | Servette           |
| 7   | DEL  | Ghizlane Chebbak     | 19 de febrero de 1991 (32 años)    |      |       | AS FAR             |
| 8   | MED  | Salma Amani          | 28 de noviembre de 1989 (33 años)  |      |       | Metz               |
| 9   | DEL  | Ibtissam Jraïdi      | 9 de diciembre de 1992 (30 años)   |      |       | Al Ahli            |
| 10  | MED  | Najat Badri          | 19 de mayo de 1988 (35 años)       |      |       | AS FAR             |
| 11  | MED  | Fatima Tagnaout      | 20 de enero de 1999 (24 años)      |      |       | AS FAR             |
| 12  | POR  | Assia Zouhair        | 29 de abril de 1991 (32 años)      |      |       | CAK                |
| 13  | DEF  | Sabah Seghir         | 27 de septiembre de 2000 (22 años) |      |       | Napoli             |
| 14  | DEF  | Rkia Mazrouai        | 11 de mayo de 2002 (21 años)       |      |       | Charleroi          |
| 15  | DEL  | Fatima Zohra Gharbi  | 15 de mayo de 2001 (22 años)       |      |       | Europa             |
| 16  | MED  | Anissa Lahmari       | 17 de febrero de 1997 (26 años)    |      |       | Guingamp           |
| 17  | DEF  | Hanane Aït El Haj    | 2 de noviembre de 1994 (28 años)   |      |       | AS FAR             |
| 18  | DEL  | Kenza Chapelle       | 1 de julio de 2001 (22 años)       |      |       | FC Nantes          |
| 19  | DEL  | Sakina Ouzraoui Diki | 29 de agosto de 2001 (21 años)     |      |       | Club YLA           |
| 20  | DEL  | Sofia Bouftini       | 25 de enero de 2002 (21 años)      |      |       | RS Berkane         |
| 21  | DEF  | Yasmin Mrabet        | 8 de agosto de 1999 (23 años)      |      |       | Levante Las Planas |
| 22  | POR  | Inès Arouaissa       | 30 de junio de 2001 (22 años)      |      |       | Cannes             |
| 23  | DEL  | Rosella Ayane        | 16 de marzo de 1996 (27 años)      |      |       | Tottenham Hotspur  |